# Reinhard Knodt

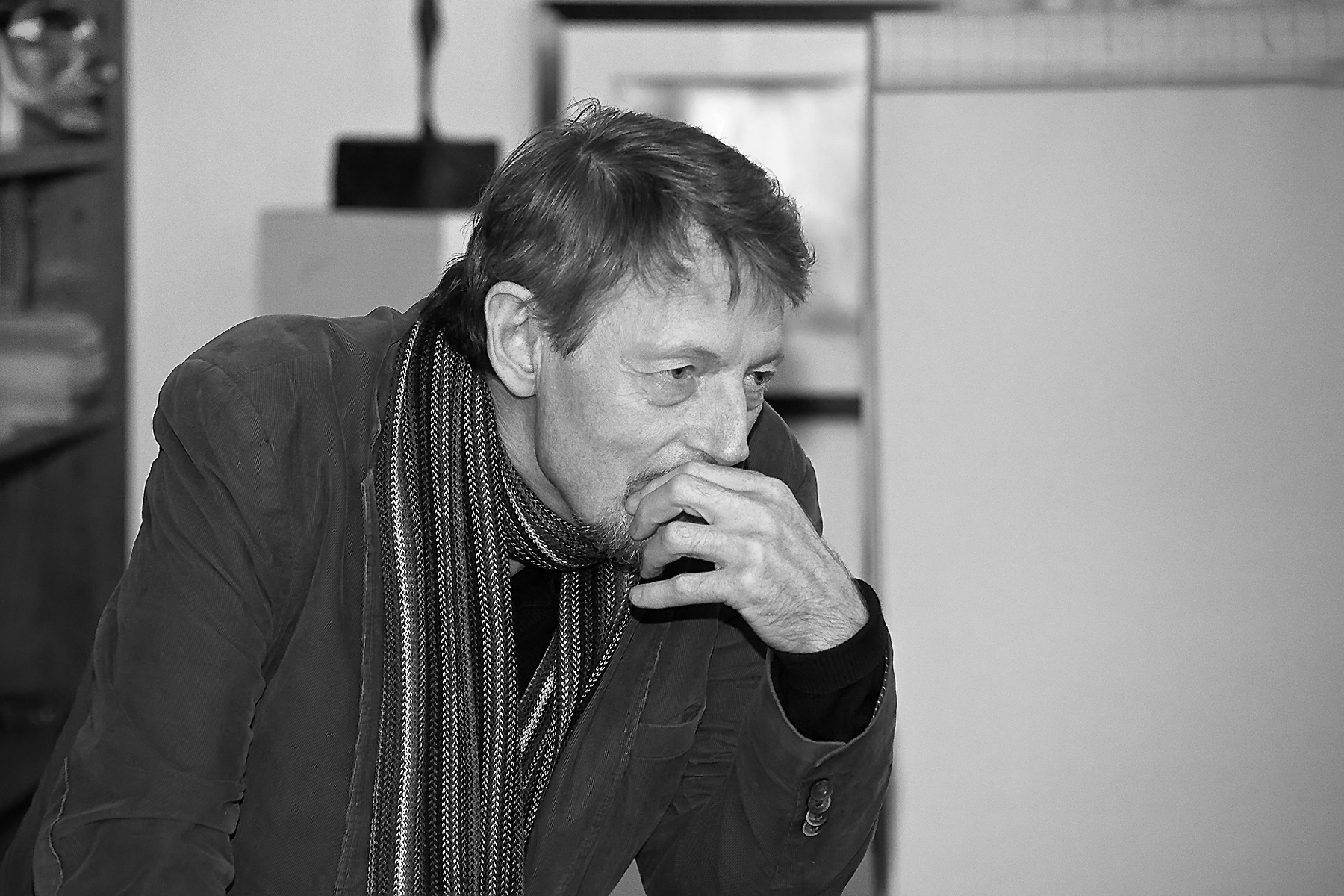
Reinhard Knodt (2016)

Reinhard Knodt (* 13. Oktober 1951 in Dinkelsbühl; † 20. Dezember 2022 in Berlin) war ein deutscher Schriftsteller und Philosoph.

## Leben
Reinhard Knodt studierte Philosophie und Literaturwissenschaft bei Hans-Georg Gadamer, Manfred Riedel und Friedrich Kaulbach. 1978 begann er seine akademische Laufbahn als Dozent für Mittelalterdichtung an der späteren Maynooth University in Irland. Danach war er wissenschaftlicher Angestellter für neuere deutsche Literaturgeschichte an der Universität Bayreuth und ab 1985 wissenschaftlicher Rat für Philosophie (C3-Lehrstuhl) an der Universität Erlangen-Nürnberg. Nach einem USA-Aufenthalt (DFG-Stipendium z. Habilitation) an der Pennsylvania State University vertrat er ab 1992 einen Lehrstuhl für Kunstphilosophie an der Kunsthochschule Kassel für Hannes Böhringer.
1993 lehnte er ein Lehrstuhlangebots an der Bauhaus-Universität Weimar ab und wechselte zum Bayerischen Rundfunk. Mit den Ästhetischen Korrespondenzen, die sich an der Idee einer „zweiten Philosophie“ (Riedel) im Verbund mit Dichtung, Mythos und Kunst orientierten und den Begriff der Korrespondenz alternativ zur französischen Postmoderne setzten (Korrespondenz statt Differenz), wurde Reinhard Knodt 1994 vom Reclam-Verlag in die Reihe der „Philosophen des 20. und 21. Jahrhunderts“ aufgenommen. 1995 begründete er die Nürnberger Autorengespräche zusammen mit Peter Horst Neumann, dem Direktor der Literaturabteilung der Bayerischen Akademie der Schönen Künste. 2006 trafen sich beim sechsten dieser Gespräche jüdische Schriftsteller aus ganz Europa und aus Israel auf dem ehemaligen Nürnberger Reichsparteitagsgelände, um den möglichen Beitrag von Juden zu einem werdenden Europa zu diskutieren.
Zwischen 1995 und 2005 entstanden auch eine Reihe literarischer Bücher, die zu regionalen Literaturpreisen, einer Stadtschreiberschaft (Abenberg) und einem Literaturpreis der Bayerischen Akademie der Künste führten. Um 2000 folgte die Begründung des Schnackenhofs zusammen mit Studenten der Nürnberger Kunstakademie als Philosophischer Salon und Haus der Begegnung von Philosophie, Kunst und Religion, das bis heute existiert.
Reinhard Knodt wechselte 2005 wieder zum akademischen Betrieb an die Universität der Künste (Berlin) und hielt Vorlesungen und Seminare bis 2015, zugleich entstanden regelmäßig Rundfunkkritiken der gerade entstehenden Berliner Regierungsbauten. Zuletzt betrieb er das „Philoquium“, einen Salon aus ehemaligen Kollegen, Künstlern und engagierten Intellektuellen in Berlin. Das Generalthema der Gespräche über Kunst, Philosophie und Religion, das von der Künstlergruppe Bublitz und PalmArtPress unterstützt wird, lautete „Gott lacht“.
Unter den philosophischen Veröffentlichungen ist neben einer Nietzsche-Monographie („Die ewige Wiederkehr“) und dem „Denken im technischen Raum“ (Reclam 1994) vor allem „Der Atemkreis der Dinge“ (Alber 2017 und 2019) zu nennen, der das Korrespondenzdenken als ein praktisches „Denken des Wir“ und als „Atmosphären des Zusammenseins“ in vielen Feldern zwischen Architektur, Kunst, Lebensführung und Religion expliziert. Knodt hielt auch Reiseseminare zu Fragen der philosophischen Lebensführung. Seit 2020 war er Beiratsmitglied der internationalen Heideggergesellschaft und Vorsitzender der Akademie für westöstlichen Dialog der Kulturen e.V.

## Auszeichnungen und Preise
- 1996: Kulturförderpreis des Bezirks Mittelfranken
- 1998: Literaturpreis der mittelfränkischen Wirtschaft der Literaturstiftung der IHK Mittelfranken
- 2004: Turmschreiber auf Burg Abenberg (Landkreis Roth)
- 2005: Journalistenpreis des bayerischen Kultusministers für Jugend forscht
- 2007: Friedrich-Baur-Preis für Literatur der Bayerischen Akademie der Schönen Künste

## Publikationen (Auswahl)
Philosophische Bücher:
- Friedrich Nietzsche – die ewige Wiederkehr des Leidens. Selbstverwirklichung und Freiheit als Problem seiner Ästhetik und Metaphysik. Bonn, Bouvier 1987, ISBN 3-416-01932-6.
- Ästhetische Korrespondenzen. Denken im technischen Raum. Reihe Deutsche Gegenwartsphilosophie in der Universal-Bibliothek, Nr. 8986. Reclam, Stuttgart 1994, ISBN 3-15-008986-7.
- Thinking Dwelling – On the Aesthetical Deficiences of Modern Architecture. Übersetzung Matthew Pritchard, Cambridge 2011 (Kindle e-Books 2011).
- Schmerz – Acht Philosophisch-poetische Miniaturen. PalmArtPress, Berlin 2014, ISBN 978-3-941524-39-2.
  - 2. erw. Auflage Berlin 2017, ISBN 978-3-941524-81-1.
  - Englisch: Pain – Poetical Philosophical Miniatures. Übersetzung Dennis McCort, PalmArtPress, Berlin 2020, ISBN 978-3-96258-052-0.
- Der Weg des Westens ist die Kunst. Einzelveröffentlichung, Schriftenreihe des Kunstvereins Ingolstadt bei Pinsker Druck und Medien GmbH, Ingolstadt 2014.
- Der Atemkreis der Dinge – Einübung in die Philosophie der Korrespondenz. Verlag Karl Alber, Freiburg/München 2017, ISBN 978-3-495-48864-5.
- Form und Leere – Zen-Malerei in west-östlicher Korrespondenz. (zusammen mit Th. Schirmer mit Tuscharbeiten von René Böll), Katalog zur gemeinsamen Ausstellung mit Werken der Sammlung Walter Gebhard, Verlag für Ethnologie, Hannover 2021

Literarische Bücher
- Gott, Liebe oder die Reinhaltung der Luft. Kurzprosa. Zeichnungen von Michael Gölling. Original Hersbrucker Bücherwerkstätte, 1984.
- Das Haus, Roman. Dagyeli, Berlin 1987, ISBN 3-924320-59-4.
- Aber so kommen Sie doch mit hinunter zum Fluss! Skizzen einer minimalistischen Reise. Fotografien von Jürgen Schabel. Gillitzer und Müller, Nürnberg 1998, ISBN 3-932919-01-7.
  - 2. Auflage und Neudruck bei PalmArtPress, Berlin 2014 (Leinenausgabe), ISBN 978-3-941524-57-6.
- Reinhardt Knodt, Jack Withers (Hrsg.): Zwei Sprachen – zwei Städte. Dichter aus Glasgow und Nürnberg schreiben = Two tongues – two towns. (Zweisprachige Textsammlung) Gemeinschaftsproduktion Goetheinstitut Glasgow / Stadt Nürnberg. Übersetzer: Donal McLaughlin / Ulrike Seeberger. Dagyeli, Berlin 1988, ISBN 3-924320-75-6.
- Uwe Lichtenberg, Thomas Hierl, Reinhard Knodt: „Fürth – Begegnungen mit einer Stadt“, Kunstfotografien mit Texten zur Stadt. 1989, ISBN 3-926484-33-0.
- „Zeitenwenden, - ein weltliches Oratorium“, Vertonung: Hans Kraus-Hübner; Drauf. Münster Heidenheim, September 2000. Produktion: Bayerischer Rundfunk, Studio Franken.
- „Legenden“, Oratorium zum Leben der hl. Walburga, Musik: Hans Kraus-Hübner; Produktion: Bayerischer Rundfunk, 13. September 2002 (Uraufführung im Hohen Dom zu Eichstätt).
- Brief an den Turmschreiber – Mitteilungen über Abenberg, Gott und die Welt. Gillitzer und Müller, Abenberg/Nürnberg 2008, ISBN 978-3-9807896-2-2.
- Undinen – unmögliche Liebesgeschichten nach einer Erzählung von Friedrich de la Motte Fouqué, Klappenbroschur mit Übermalungen von Gabriela Dauerer. PalmArtPress, Berlin 2017, ISBN 978-3-941524-63-7.